# Æstuarium
Et æstuarium eller flodmunding er et vandområde, hvor ferskvand gradvis opblandes med saltvand til brakvand (typisk ved en flodmunding). I et sådant mundingsområde opstår en såkaldt salinitetsgradient, hvor vandets saltindhold varierer.
I Natura 2000 defineres et æstuarium eller en flodmunding som den nederste, udvidede del af floder eller større åer, som påvirkes af tidevand.
Flodmundinger har i Natura 2000-systemet betegnelsen 1130 Flodmundinger.
I Danmark findes naturtypen i dele af Randers Fjord og i Flasken ved Reersø i Vestsjælland.
Eksempler på typiske plantearter i danske æstuarier:
- Tagrør
- Blågrøn kogleaks
- Strandkogleaks
- Udspilet star
- Vandaks

Æstuariet er en randzone, der stiller store krav til dyr og planter, da de skal kunne tåle store udsving i saliniteten. Ofte findes æstuarier i forbindelse med udløb af floder og åer i havet. Disse steder også karakteriseret ved skiftende vanddækningsgrad som følge af tidevand eller vindpres, hvilket yderligere stiller krav til organismerne på stedet. I subtropiske og tropiske områder er mangrove en typisk karakterart ved æstuarier. I Danmark er eksempelsvis Odense Fjord og Randers Fjord æstuarier. Men også langt større områder, som f.eks. Østersøen, betegnes som æstuarier, da saltholdigheden skifter med dybden.
- Tagrør.
- Blågrøn kogleaks.
- Udspilet star.
- Vandaks.